# 山口県中学校の廃校一覧
山口県中学校の廃校一覧（やまぐちけんちゅうがっこうのはいこういちらん）は、山口県内の廃校となった中学校の一覧。対象となるのは、学制改革（1947年）以降に廃校となった中学校とその分校である。学校名は廃校当時のもの。廃校時に中学校が所在していた自治体がその後合併により消滅している場合は、現行の自治体に含む。また現在休校中の県内の中学校も、参考として記載する。
（）内は、廃校（もしくは、休校）になった年。

## 国立中学校
- 山口大学教育学部附属防府中学校（1960年山口大学教育学部附属山口中学校へ統合）[1]
- 山口大学教育学部附属光中学校（2025年附属光小と統合し山口大学教育学部附属光義務教育学校へ）[2]

## 公立中学校

### 都市部

#### 下関市
- 下関市立王喜中学校（1966年吉田中と統合し下関市立木屋川中学校へ）[3]
- 下関市立吉田中学校（1966年王喜中と統合し木屋川中へ）[3]
- 下関市立吉見中学校蓋井分校（1968年）[4]
- 下関市立豊北第一中学校（2006年統合により下関市立豊北中学校へ）[5]
- 下関市立豊北第二中学校（同上）[5]
- 下関市立豊北第三中学校（同上）[5]
- 下関市立角島中学校（同上）[5]
- 下関市立豊田西中学校（2012年豊田東中と統合し下関市立豊田中学校へ）[6]
- 下関市立豊田東中学校（2012年豊田西中と統合し豊田中へ）[6]
- 豊浦町立川棚中学校（1960年小串中と統合し豊浦中へ）
- 豊浦町立小串中学校（1960年川棚中と統合し豊浦中へ）
- 豊浦町立豊浦中学校（2005年宇賀中と統合し下関市立夢が丘中学校へ）[7]
- 豊浦町立宇賀中学校（2005年豊浦中と統合し夢が丘中へ）[7]
- 豊田町立殿居中学校（1958年豊田中中と統合し豊田西中へ）
- 豊田町立豊田中中学校（1958年殿居中と統合し豊田西中へ）
- 豊田町立三豊中学校（1961年統合により豊田東中へ）
- 豊田町立豊田下中学校（同上）
- 豊田町立西市中学校（同上）
- 豊北町立田耕中学校（1964年滝部中と統合し豊北第一中へ）
- 豊北町立滝部中学校（1964年田耕中および粟野中の一部と統合し豊北第一中へ）
- 豊北町立粟野中学校（1964年豊北第一中と豊北第三中へ分割）
- 豊北町立神玉中学校（1964年神田中の一部と統合し豊北第二中へ）
- 豊北町立阿川中学校（1964年神田中の一部および粟野中の一部と統合し豊北第三中へ）
- 豊北町立神田中学校（1964年豊北第二中と豊北第三中へ分割）

#### 宇部市
- 宇部市立厚東中学校〈初代〉（1958年二俣瀬中と統合し厚東中〈2代目〉へ）[8]
- 宇部市立二俣瀬中学校（1958年厚東中〈初代〉と統合し厚東中〈2代目〉へ）[8]
- 宇部市立厚東中学校〈2代目〉（2016年小野中と統合し宇部市立厚東川中学校へ）[9]
- 宇部市立小野中学校（2016年厚東中〈2代目〉と統合し厚東川中へ）[9]
- 楠町立船木中学校（2003年統合により宇部市立楠中学校〈当時：楠町立〉へ）[注釈 1]
- 楠町立吉部中学校（同上）[10]
- 楠町立万倉中学校（同上）[10]

#### 山口市
- 山口市立亀山中学校（1949年5月山口市立白石中学校の一部および東山中と統合し山口市立大殿中学校へ）[11]
- 山口市立東山中学校（1949年5月白石中の一部および亀山中と統合し大殿中へ）[11]
- 山口市立堀中学校（2006年統合により山口市立徳地中学校へ）[12]
- 山口市立島地中学校（同上）[12]
- 山口市立八坂中学校（同上）[12]
- 山口市立柚野中学校（同上）[12]
- 大内町立小鯖中学校（1958年山口市立大内中学校〈当時：大内町立〉へ統合）[13]
- 徳地町立串中学校（1997年）[14]
- 阿東町立篠生中学校（1968年地福中と統合し阿東中〈初代〉へ）[15]
- 阿東町立地福中学校（1968年篠生中と統合し阿東中〈初代〉へ）[15]
- 阿東町立徳佐中学校（1989年嘉年中と統合し山口市立阿東東中学校〈当時：阿東町立〉へ）[16]
- 阿東町立嘉年中学校（1989年徳佐中と統合し阿東東中へ）[16]
- 阿東町立阿東中学校〈初代〉（2004年生雲中と統合し山口市立阿東中学校〈当時：阿東町立〉へ）[15]
- 阿東町立生雲中学校（2004年阿東中〈初代〉と統合し阿東中〈2代目〉へ）[15]

#### 萩市
- 萩市立大島中学校羽島分校（1965年）[注釈 2]
- 萩市立大島中学校櫃島分校（1965年）
- 萩市立相島中学校尾島分校（1965年）[注釈 3]
- 萩市立第一中学校（1997年明経中の一部と統合し萩市立萩東中学校へ）[17]
- 萩市立指月中学校（1997年明経中の一部と統合し萩市立萩西中学校へ）[18]
- 萩市立明経中学校（1997年萩東中[17]と萩西中[18]へ分割統合）
- 萩市立佐々並中学校（2012年明木中〈現：萩市立旭中学校〉へ統合）[19]
- 川上村立野戸呂中学校（1965年川上中野戸呂分校が独立、1978年萩市立川上中学校〈当時：川上村立〉へ統合）[20]
- 川上村立川上中学校高瀬分校（1971年）[20]
- 福栄村立半田中学校（1976年）
- 福栄村立紫福中学校（1996年福川中と統合し萩市立福栄中学校〈当時：福栄村立〉へ）[21]
- 福栄村立福川中学校（1996年紫福中と統合し福栄中へ）[21]
- むつみ村立高俣中学校（1992年吉部中と統合し萩市立むつみ中学校〈当時：むつみ村立〉へ）[22]
- むつみ村立吉部中学校（1992年高俣中と統合しむつみ中へ）[22]
- 須佐町立須佐中学校〈旧〉（2004年弥富中と統合し萩市立須佐中学校〈当時：須佐町立〉へ）[23]
- 須佐町立弥富中学校（2004年須佐中〈旧〉と統合し須佐中〈新〉へ）[23]
- 田万川町立多磨中学校（2003年小川中と統合し萩市立田万川中学校〈当時：田万川町立〉へ）[24]
- 田万川町立小川中学校（2003年多磨中と統合し田万川中へ）[24]

#### 防府市
- 防府市立中関中学校（1948年向島中と統合し防府市立華陽中学校へ）[25]
- 防府市立向島中学校（1948年中関中と統合し華陽中へ）[25]
- 防府市立勝間中学校牟礼分校（1954年）[注釈 4]
- 防府市立勝間中学校（廃校時期不明）[注釈 5]
- 防府市立西浦中学校（1952年華城中の一部と統合し防府市立華西中学校へ）[25]
- 防府市立華城中学校（1952年桑山中と華西中へ分割統合）[25]
- 山口大学教育学部附属防府中学校（1960年山口大学教育学部附属山口中学校へ統合）[25]

#### 下松市
- 下松市立第三中学校（1955年第四中と統合し下松市立末武中学校へ）[27]
- 下松市立第四中学校（1955年第三中と統合し末武中へ）[27]
- 下松市立米川中学校（1968年末武中へ統合）[27]
- 下松市立深浦中学校（2002年休校、2013年下松市立下松中学校へ統合[28]）

#### 岩国市
- 岩国市立横山中学校（1948年錦見中と統合し岩国市立岩国中学校へ）[29]
- 岩国市立錦見中学校（1948年横山中と統合し岩国中へ）[29]
- 岩国市立小瀬中学校（1965年岩国市立東中学校へ統合）[注釈 6]
- 岩国市立端島中学校（1991年休校）[30]
- 岩国市立黒島中学校（1994年休校）[30]
- 岩国市立河内中学校（1998年統合により岩国市立岩国西中学校へ）[31]
- 岩国市立北河内中学校（同上）[31]
- 岩国市立天尾中学校（同上）[31]
- 岩国市立柱野中学校（1999年岩国中へ統合）[29]
- 岩国市立藤河中学校（2004年岩国中へ統合）[29]
- 岩国市立六呂師中学校（1988年休校[30]、2011年廃校）
- 岩国市立柱島中学校（2011年休校）[32]
- 岩国市立御庄中学校（2013年岩国中へ統合）[29]
- 岩国市立美川中学校（2017年休校）[33]
- 錦町立宇佐中学校（1975年統合により岩国市立錦中学校〈当時：錦町立〉へ）[34]
- 錦町立高根中学校（同上）[34]
- 錦町立深須中学校（同上）[34]
- 錦町立広東中学校（同上）[34]
- 錦町立広瀬中学校（同上）[34]
- 美川町立南桑中学校（1978年根笠中と統合し桑根中へ）
- 美川町立根笠中学校（1978年南桑中と統合し桑根中へ）
- 美川町立河山中学校（1986年桑根中と統合し美川中へ）
- 美川町立桑根中学校（1986年河山中と統合し美川中へ）
- 美和町立生見中学校（1964年）[30]
- 美和町立下畑中学校（1964年）[30]
- 美和町立秋中中学校（1965年）[30]
- 美和町立坂上中学校（1969年[30]岩国市立美和中学校〈当時：美和町立〉へ統合）[注釈 7]
- 周東町立高森中学校（1976年統合により岩国市立周東中学校〈当時：周東町立〉へ）[35]
- 周東町立中田中学校（同上）[35]
- 周東町立祖生中学校（同上）[35]
- 周東町立川越中学校（同上）[35]
- 周東町立米川中学校（同上）[35]

#### 光市
- 光市立三島中学校（1967年周防中と統合し光市立島田中学校へ）[36]
- 光市立周防中学校（1967年三島中と統合し島田中へ）[36]
- 光市立牛島中学校（1991年休校、2005年廃校）

#### 長門市
- 長門市立深川中学校大畑分校（2005年）[37]
- 長門市立向津具中学校（2010年長門市立菱海中学校へ統合）[38]
- 長門市立通中学校（2011年長門市立仙崎中学校へ統合）[39]
- 長門市立俵山中学校（2016年長門市立深川中学校へ統合）[37]
- 油谷町立宇津賀中学校（1968年向津具中川尻分校と統合し油谷中へ）[40]
- 油谷町立向津具中学校川尻分校（1968年宇津賀中と統合し油谷中へ）[40]
- 油谷町立油谷中学校（2005年菱海中へ統合）[38]

#### 柳井市
- 柳井市立阿月中学校（1965年伊保庄中と統合し柳井南中へ）[41]
- 柳井市立伊保庄中学校（1965年阿月中と統合し柳井南中へ）[41]
- 柳井市立余田中学校（1986年）
- 柳井市立平群東中学校（1994年柳井市立柳井中学校へ統合）[42]
- 柳井市立平群西中学校（同上）[42]
- 柳井市立伊陸中学校（2005年柳井中へ統合）[42]
- 柳井市立日積中学校（同上）[42]
- 柳井市立柳井南中学校（2020年[41]）
- 柳井町立柳井東中学校（1950年柳井西中と統合し柳井中へ）[42]
- 柳井町立柳井西中学校（1950年柳井東中と統合し柳井中へ）[42][注釈 8]
- 阿月村立阿月中学校相の浦分校（1964年）
- 大畠村立神代中学校（1962年鳴門中と統合し柳井市立大畠中学校〈当時：大畠村立〉へ）[44]
- 大畠村立鳴門中学校（1962年神代中と統合し大畠中へ）[44]

#### 美祢市
- 美祢市立大嶺第一中学校（1961年大嶺第二中と統合し美祢市立大嶺中学校へ）[45]
- 美祢市立大嶺第二中学校（1961年大嶺第一中と統合し大嶺中へ）[45]
- 美祢市立秋芳北中学校（2017年秋芳南中と統合し美祢市立秋芳中学校へ）[46]
- 美祢市立秋芳南中学校（2017年秋芳北中と統合し秋芳中へ）[46]
- 美祢市立豊田前中学校（2019年）[47]
- 東厚保村立東厚保中学校（1948年西厚保中と統合し美祢市立厚保中学校〈当時：東西厚保村学校組合立〉へ）[48]
- 西厚保村立西厚保中学校（1948年東厚保中と統合し厚保中へ）[48]
- 秋芳町立岩永中学校（1958年秋吉中と統合し秋芳南中へ）[49]
- 秋芳町立秋吉中学校（1958年岩永中と統合し秋芳南中へ）[49]
- 秋芳町立別府中学校（1962年共和中と統合し秋芳北中へ）
- 秋芳町立共和中学校（1962年別府中と統合し秋芳北中へ）
- 美東町立赤郷中学校（1960年統合により美祢市立美東中学校〈当時：美東町立〉へ）[50]
- 美東町立大田中学校（同上）[50]
- 美東町立綾木中学校（同上）[50]
- 美東町立真長田中学校（同上）[50]

#### 周南市
- 周南市立須金中学校（2006年休校、生徒は周南市立須々万中学校へ通学）[51]
- 周南市立翔北中学校（2012年休校、生徒は須々万中へ通学[51]、2015年8月廃校）
- 周南市立大津島中学校（2015年休校）[52]
- 周南市立中須中学校（2017年休校、生徒は須々万中へ通学）[51]
- 周南市立和田中学校（2021年周南市立富田中学校へ統合）[53]
- 徳山市立第七中学校湯野分校（1950年）[54]
- 徳山市立太華中学校鼓ヶ浦分校（1979年徳山市立徳山小学校鼓ヶ浦分校と統合し山口県立周南養護学校〈現：山口県立周南総合支援学校〉へ）[55]
- 徳山市立向道中学校（2001年長穂中と統合し翔北中へ）[56]
- 徳山市立長穂中学校（2001年向道中と統合し翔北中へ）[56]
- 都濃町立中須中学校大田原分校（1959年）[57]
- 熊毛町立三丘中学校（1964年統合により周南市立熊毛中学校〈当時：熊毛町立〉へ）[58]
- 熊毛町立高水中学校（同上）[58]
- 熊毛町立勝間中学校（同上）[58]
- 熊毛町立八代中学校（同上）[58]
- 鹿野町立鹿野中学校金峰分校（1960年）[注釈 9]
- 鹿野町立鹿野中学校大潮分校（1960年）
- 鹿野町立鹿野中学校清涼寺分校（1960年）

#### 山陽小野田市
- 小野田市立小野田中学校須恵小分校（1953年）[59]

### 郡部

#### 大島郡
- 周防大島町立油田中学校（2009年東和中へ統合）[60]
- 周防大島町立日良居中学校（2009年東和中[60]と久賀中[61]へ分割統合）
- 周防大島町立沖浦中学校（2009年周防大島町立大島中学校へ統合）[62]
- 周防大島町立蒲野中学校（2009年大島中[62]と久賀中[61]へ分割統合）
- 周防大島町立情島中学校（2017年休校）[63]
- 周防大島町立東和中学校（2021年統合により周防大島町立周防大島中学校へ）[64]
- 周防大島町立久賀中学校（同上）[64]
- 周防大島町立安下庄中学校（同上）[64]
- 東和町立白木中学校（1966年統合により東和中へ）[60]
- 東和町立森野中学校（同上）[60]
- 東和町立沖家室中学校（同上）[60]
- 東和町立和田中学校（1971年東和中へ統合）[60]
- 小松町立小松中学校（1953年屋代中と統合し大島中へ）[62]
- 屋代村立屋代中学校（1953年小松中と統合し大島中へ）[62]

#### 熊毛郡
- 上関町立室津中学校（1969年上関町立上関中学校へ統合）[65]
- 上関町立四代中学校（同上）[65]
- 上関町立白井田中学校（同上）[65]
- 上関町立八島中学校（同上）[65]
- 上関町立祝島中学校（2005年休校）
- 平生町立習成中学校（1970年佐賀中と統合し平生町立平生中学校へ）[注釈 10]
- 平生町立佐賀中学校（1970年習成中と統合し平生中へ）
- 田布施町立田布施中学校〈旧〉（1958年統合により周陽中となり、1959年田布施町立田布施中学校へ再改称）[66]
- 田布施町立麻里府中学校（同上）[66]
- 田布施町立麻郷中学校（同上）[66]
- 田布施町立城南中学校（同上）[66]

#### 阿武郡
- 阿武町立奈古中学校（2004年宇田中と統合し阿武町立阿武中学校へ）[67]
- 阿武町立宇田中学校（2004年奈古中と統合し阿武中へ）[67]
- 阿武町立福賀中学校（2016年阿武中へ統合）[67]